# اوخول
اوخول (به لاتین: Ukhul) یک منطقهٔ مسکونی در روسیه است که در داغستان واقع شده‌است.